# Кольская улица (Санкт-Петербург)
Ко́льская улица — улица в Выборгском районе Санкт-Петербурга. Проходит от проспекта Энгельса до Удельного проспекта.

## История
Название Кольская улица известно с 1887 года, дано по городу Кола Мурманской области в ряду близлежащих улиц, наименованных по старинным малым городам России.

## Достопримечательности
- Богословская евангелическая академия
- Стоматологическая клиника № 24
- Ярославские бани

## Транспорт
Ближайшая станция метро — «Удельная».